# Lago Sheshnag
El lago Sheshnag (sánscrito: शेषनाग झील) es un lago oligotrófico alpino de gran altitud situado en la pista que conduce a la cueva de Amarnath a 23 kilómetros de Pahalgam en el distrito de Anantnag del valle de Cachemira en el territorio de la unión india de Jammu y Cachemira a una altitud de 3590 metros. Tiene una longitud máxima de 1,1 kilómetros y una anchura máxima de 0,7 kilómetros.

## Etimología, geografía
En la antigüedad, las trombas de agua en el lugar causaron un profundo surco bordeado por montañas. Esas montañas estaban cubiertas de nieve y capas de hielo que se iban derritiendo lentamente y el agua fluyó por el surco profundizándolo y formando un lago. Se llamó Sheshnag porque en casimir shesh significa espejo y nag significa lago, es decir, el lago espejo, ya que su agua es cristalina y actúa como un espejo. En el lago viven muchos tipos de peces entre los que se encuentra la trucha marrón. Se congela durante el invierno, y es inaccesible durante esta temporada debido a las fuertes nevadas. Está rodeado de verdes praderas y montañas cubiertas de nieve. El lago Sheshnag es uno de los famosos destinos turísticos del valle de Cachemira. Se alimenta principalmente de la fusión de la nieve y de los arroyos que bajan de las cimas de las montañas. Desagua a través de un arroyo que se une al río Lidder en Pahalgam.

## Acceso
El lago Sheshnag está situado a 120 kilómetros al este de Srinagar y a 23 kilómetros de Pahalgam. Se puede acceder a él por carretera a 113 km hasta Chandanwari, desde donde se pueden alquilar ponis para cubrir un camino de 7 km de subida para llegar al Lago Sheshnag. La cueva de Amarnath está situada a 20 kilómetros al norte de este lago. La mejor época para visitar el lago es de junio a septiembre.

## Galería

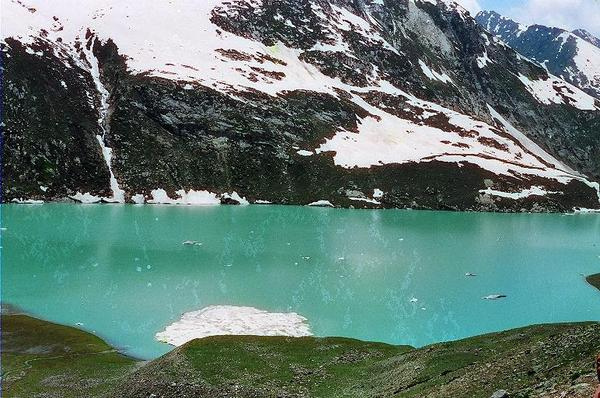
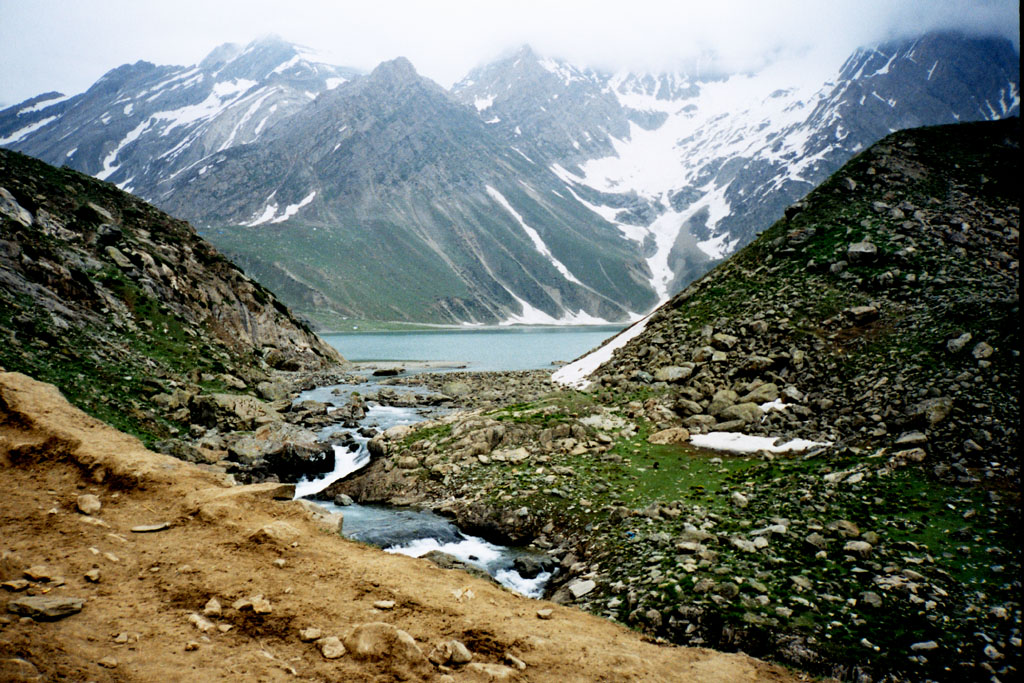
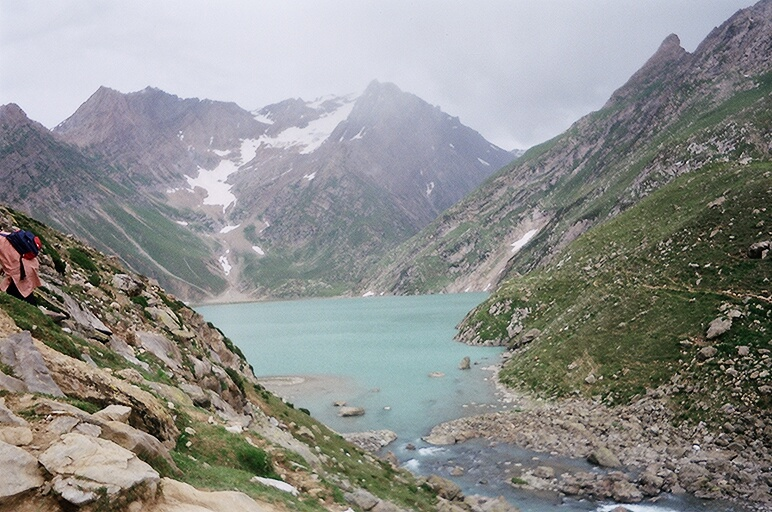